# Marcel Rime-Bruneau
Marcel Rime-Bruneau, francoski general, * 1893, † 1961.